# Marko Milovanović (giocatore di football americano)
Marko Milovanović (...) è un ex giocatore di football americano serbo, che ha giocato nel ruolo di defensive back.